# Le Livre d'or de la science-fiction : Christopher Priest
Le Livre d'or de la science-fiction : Christopher Priest est une anthologie de nouvelles de science-fiction consacrée à l'œuvre de Christopher Priest, publiée en avril 1980 en France. Rassemblées par Marianne Leconte, les six nouvelles sont parues entre 1971 (Le monde du temps-réel) et 1979 (Et j'erre solitaire et pâle).

## Publication
L'anthologie fait partie de la série francophone Le Livre d'or de la science-fiction, consacrée à de nombreux écrivains célèbres ayant écrit des œuvres de science-fiction. Elle ne correspond pas à un recueil déjà paru aux États-Unis ; il s'agit d'un recueil inédit de nouvelles, édité pour le public francophone, et en particulier les lecteurs français.
L'anthologie a été publiée en mars 1980 aux éditions Presses Pocket, collection Science-fiction no 5074  (ISBN 978-2-266-00888-4).
L'image de couverture a été réalisée par Marcel Laverdet.

## Préface
- Les Îlots obsessionnels de Christopher Priest, préface de Marianne Leconte (« la lire en ligne » sur le site NooSFere).

## Liste des nouvelles
- La Tête et la Main (The Head and the Hand, 1971)
- Le Monde du temps réel (Real-Time World, 1971) ; aussi publié dans Univers 03 (1975)
- L'Été de l'infini (An Infinite Summer, 1976)
- Le Regard (The Watched, 1978)
- La Négation (The Negation, 1978)
- Et j'erre solitaire et pâle (Palely Loitering, 1979)